# Футбол
Футбо́л (англицизм от англ. football от foot «ступня» + ball «мяч») — командный вид спорта, в котором целью является забить мяч в ворота соперника ногами или другими частями тела (кроме рук) большее количество раз, чем команда соперника.
В настоящее время самый популярный и массовый вид спорта в мире.
Игрок, играющий в эту игру, называется футболи́ст.

## Названия игры
- Подробнее см. en:Names for association football

ФИФА и Международный олимпийский комитет используют «футбол» как официальное международное название игры.
Полное англоязычное название игры, «association football» («футбол по правилам Ассоциации»), было выбрано после создания английской Футбольной ассоциации в 1863 году, чтобы отличать эту игру от других разновидностей футбола, существовавших в то время, например регби-футбол («rugby football», «футбол по правилам Школы Рагби»), где была разрешена игра руками. Со временем длинные названия вариантов игры стали сокращаться в повседневной речи и печати. Сначала в Англии было распространено сокращение «assoc.», затем в 1880-х годах от него образовался термин «соккер» (англ. soccer) путём добавления к сокращению «-soc-» суффикса «-er» на оксфордский манер (по аналогии регби-футбол сокращённо назывался «раггер» (англ. rugger)). В периодике термин «соккер» используется по крайней мере с 1892 года. Согласно Оксфордскому словарю английского языка, самое раннее использование слова «soccer» в письменном языке зафиксировано в 1889 году в письме английского поэта Эрнеста Доусона (хотя он пишет его как socca, предположительно, потому что у него ещё не было стандартной письменной формы).
В наши дни название «соккер» распространено в ряде англоязычных стран, где исторически продолжают пользоваться популярностью другие разновидности футбола. Например, в Австралии и Новой Зеландии футболом исторически называют австралийский футбол или регбилиг. В Ирландии термин «футбол» относится к гэльскому футболу, поэтому «соккер» употребляется в прессе. В ЮАР игра в большинстве известна как «соккер», что выразилось в названии чемпионата ЮАР, «Премьер соккер лига», и стадиона «Соккер Сити», на котором проходил финал ЧМ-2010. В США и Канаде употребляется термин «соккер», так как футболом называют американский футбол и канадский футбол. В Англии название «соккер» устарело и новые поколения болельщиков теперь считают его пренебрежительным.
В других языках название игры является:
- либо заимствованием английского слова football, как в русском языке — «футбол», в португальском — futebol;
- либо калькой слова football, как, например, в немецком — Fußball, греческом — ποδόσφαιρο, финском — jalkapallo, иврите — כדורגל, карельском — jalgamiäččy и адыгейском — лъэпэеу;
- либо производными от слов «пинать», «нога» и т. п., как в итальянском — calcio, хорватском — nogomet, польском — piłka nożna (ножной мяч), венгерском — labdarúgás (пинание мяча).

## История футбола

### Ранние разновидности футбола
В игры с мячом играли во многих странах. В Китае такая разновидность называлась Чжу-Кэ. В древней Спарте игра называлась «Эпискирос», а в Древнем Риме «Харпастум». Примерно в XIV веке итальянцы изобрели игру «Кальчо». Именно они завезли эту игру на Британские острова.

### Первые правила
В XIX веке футбол в Англии приобрёл популярность, сравнимую с крикетом. В него играли в основном в колледжах. В некоторых колледжах правила разрешали ведение и передачу мяча руками, в других это, напротив, запрещалось. Первая попытка создать единые правила была предпринята в 1846 году, когда встретились представители нескольких колледжей. Они установили первый свод правил. В 1857 году был основан первый специализированный футбольный клуб — «Шеффилд». В 1863 году после долгих переговоров был принят свод правил Футбольной ассоциации Англии. Также были приняты размеры поля и ворот. А в 1871 году был основан Кубок Англии — старейший футбольный турнир в мире. В 1891 году было принято правило о пенальти. Но сначала пенальти билось не с точки, а с линии, которая так же, как и сейчас, находилась на расстоянии 11 метров от ворот.

### Легализация профессионализма и распространение по планете

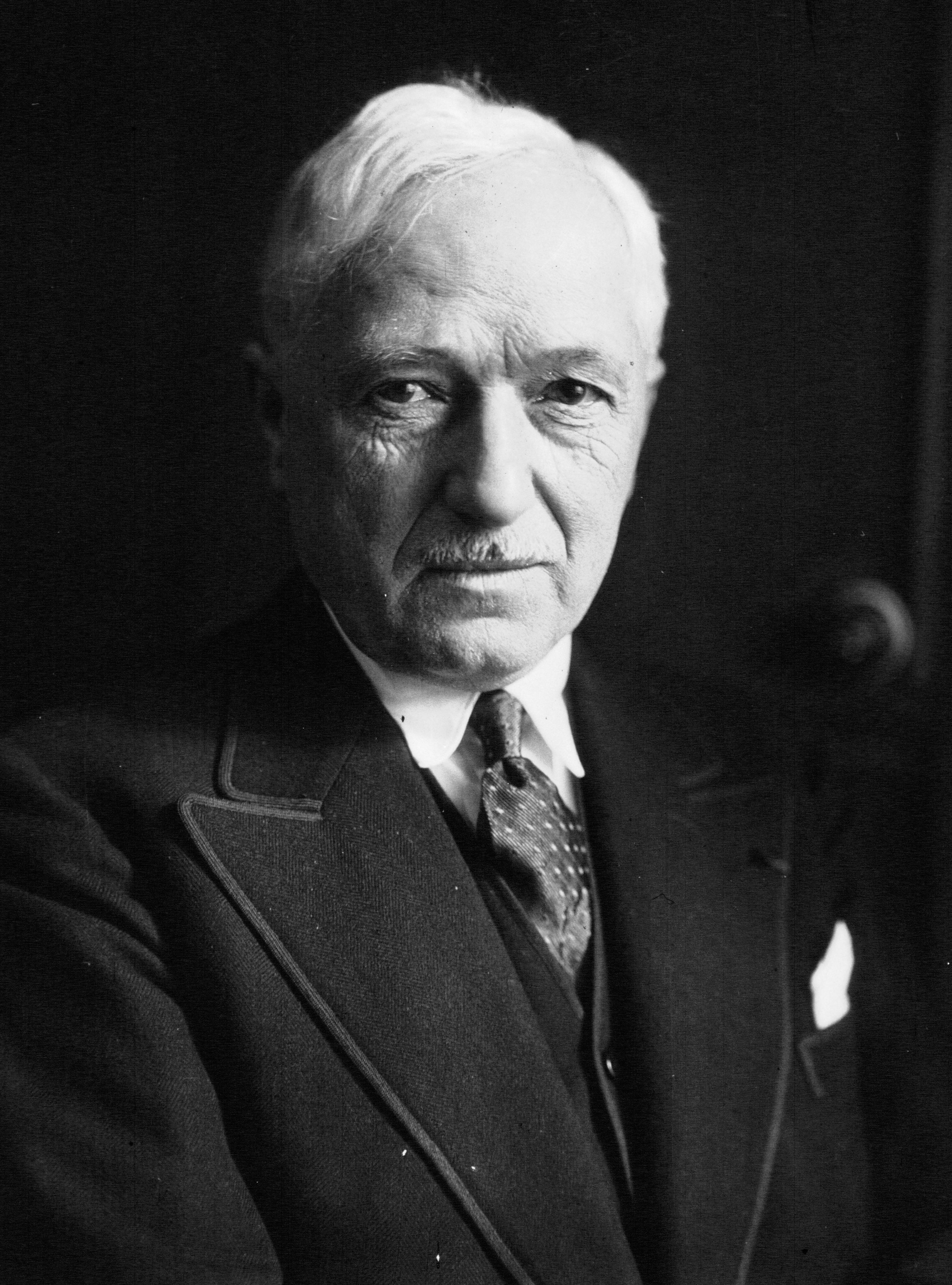
Жюль Риме, отец-основатель чемпионатов мира по футболу

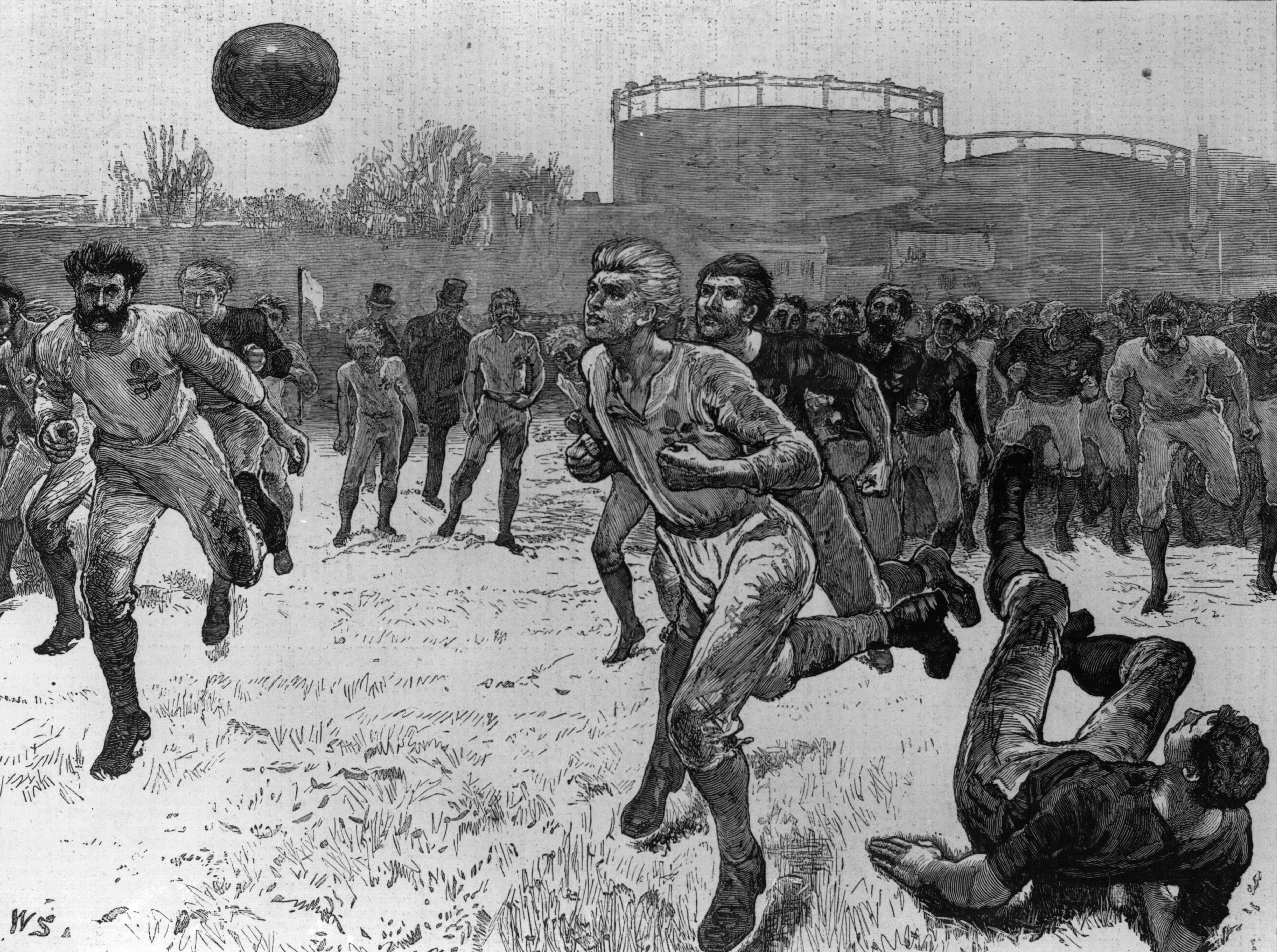
1872 год. Матч Англии и Шотландии

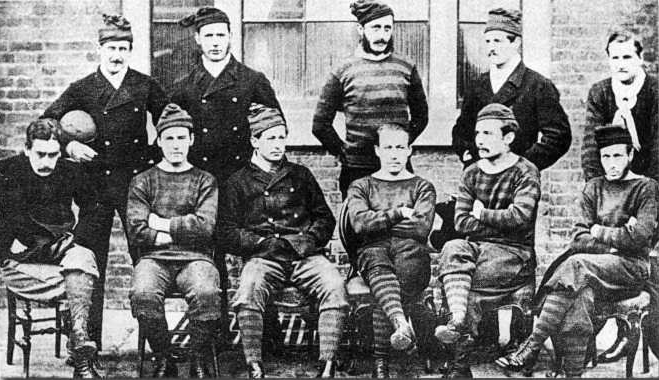
«Ройал Энджинирс» — команда, финалист первого розыгрыша Кубка Англии

В 1880-х годах футбол стал популярен в британском обществе. Число клубов в Футбольной ассоциации превышало 100. Тогда же стали ходить слухи о том, что некоторые клубы платят игрокам зарплату, а по первоначальному замыслу ассоциации футбол — исключительно любительский вид спорта. Поэтому в 1882 году в правила добавили следующий пункт: 

Всякий игрок клуба, получающий от клуба вознаграждение в какой бы то ни было форме или денежное возмещение, превышающее его личные расходы или средства, в связи с выходом на ту или иную игру, автоматически отстраняется в соревнованиях на Кубок, в любых соревнованиях под эгидой ФА и в международных турнирах. Клуб, нанявший такого игрока, автоматически исключается из Ассоциации.— 
 В начале 1884 года клуб «Аптон Парк» обвинил «Престон Норт Энд» в том, что футболистам этого клуба платят зарплату. Председатель «Престона» Уильям Саддел также это признал, после чего клуб отказался от участия в Кубке Англии. В 1885 году Футбольная ассоциация всё-таки разрешила платить футболистам зарплату и де-факто легализовала профессиональный футбол. В 1888 году была создана Футбольная лига — первая в мире национальная футбольная лига. Чемпионом первого сезона Футбольной лиги стал «Престон Норт Энд», который при этом не потерпел ни одного поражения.
30 ноября 1872 года был проведён первый в истории международный матч, в котором встретились сборные Шотландии и Англии. В 1884 году прошёл первый розыгрыш Домашнего чемпионата Великобритании — старейшего международного футбольного турнира, который проводился вплоть до 1984 года, однако в нём принимали участие только четыре британские сборные. В 1904 году в Париже была основана ФИФА, управляющая организация в футболе. В неё вошли: Бельгия, Дания, Франция, Нидерланды, Испания (как ФК «Мадрид»), Швеция и Швейцария.
В 1901 году в Монтевидео состоялся первый в истории матч с участием сборных, не представлявших Британские острова — хозяева, сборная Уругвая в упорной борьбе уступили Аргентине со счётом 2:3.

### Начало международных соревнований
После избрания Жюля Риме президентом ФИФА в 1921 году было ратифицировано предложение считать последующие Олимпийские футбольные турниры «чемпионатами мира по футболу среди любителей». Эти турниры — 1924 и 1928 годов — выиграла сборная Уругвая. Благодаря этим успехам у Ассоциации футбола Уругвая не было конкурентов в борьбе за организацию первого в истории Кубка мира ФИФА (более известного в русском языке просто как чемпионат мира по футболу), который прошёл в 1930 году. Уругвайцы стали победителем домашнего первенства, трёхкратными чемпионами мира по футболу и первыми обладателями Кубка мира ФИФА. Это стало началом новой эры в истории футбола. До 1970 года этот трофей носил имя Жюля Риме, также был известен как «Кубок богини Нике», но после третьей победы сборной Бразилии на чемпионате мира был отдан ей на вечное хранение. Вместо него стал разыгрываться современный Кубок мира.

## Инвентарь

### Мяч

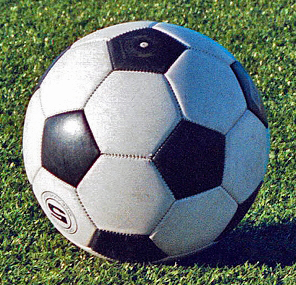
Футбольный мяч

Футбольный мяч должен быть сферической формы, используемый для игры в футбол, параметры которого регламентируются Правилом 2 Правил игры в футбол.
Мяч состоит из 3 частей: покрышки, подкладки и камеры:
- Покрышка — верхняя оболочка мяча, по которой наносятся удары.
- Подкладка — средняя оболочка мяча, от толщины которой зависит прочность мяча (чем толще, тем прочнее).
- Камера — центральная оболочка мяча, в которую закачивается воздух для более удобного нанесения ударов.

Стандартные размеры футбольного поля

### Поле
Матчи могут проводиться как на полях с естественным, так и на полях с искусственным покрытием. Согласно официальным правилам игры в футбол искусственное покрытие должно быть зелёного цвета. Поле для игры имеет форму прямоугольника. Боковая линия обязательно должна быть длиннее линии ворот. Принималось решение о том, что размер поля должен составлять 100—110 м (110—120 ярдов) в длину и минимум 64—75 м (70—80 ярдов) в ширину, однако затем обязательность этого требования была приостановлена.

#### Ворота

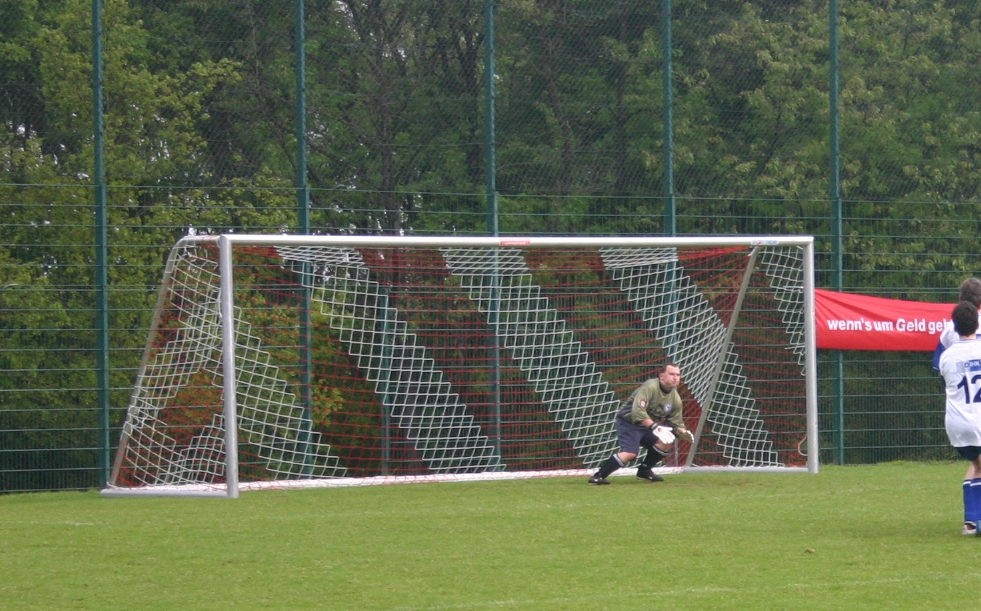
Футбольные ворота

Ворота, используемые при игре в футбол, состоят из двух вертикальных стоек (штанги), находящихся на равном расстоянии от угловых флагштоков (то есть ворота должны размещаться по центру линии ворот), соединённых вверху горизонтальной перекладиной.

#### Разметка
Разметка поля делается линиями шириной не более 12 см (5 дюймов); эти линии входят в площади, которые они ограничивают. Все линии должны быть одинаковой ширины.
Название линий поля:
Две длинные линии, ограничивающие поле для игры, называются боковыми линиями; две короткие линии — лицевыми линиями или линиями ворот, так как на них располагаются ворота.
Средняя линия:
Поле делится на две половины с помощью средней линии, соединяющей середины боковых линий. Посередине средней линии делается отметка центра поля — сплошной круг диаметром 0,3 м (1 фут). Вокруг центра поля проводится окружность радиусом 9,15 м (10 ярдов). С отметки центра поля в начале каждого из таймов основного и дополнительного времени, а также после каждого забитого гола, выполняется начальный удар. При исполнении начального удара все игроки должны находиться на своих половинах поля, а соперники выполняющей удар команды — и за пределами центрального круга.
Штрафная площадь:
на каждой половине поля размечается штрафная площадь — зона, в которой вратарь может играть руками, а в ворота команды, совершившей в своей штрафной площади нарушение, наказуемое штрафным ударом, будет назначен 11-метровый удар. Размеры штрафной площади — 40,32 м (44 ярда) на 16,5 м (18 ярдов).
В пределах штрафной площади, по центру линии ворот и на расстоянии 11 м (12 ярдов) от неё, наносится одиннадцатиметровая отметка — сплошной круг диаметром 0,3 м (1 фут).
За пределами штрафной площади проводится дуга окружности радиусом 9,15 м (10 ярдов), центр которой находится на одиннадцатиметровой отметке; данная дуга используется для расположения игроков команд при пробитии одиннадцатиметрового удара.
Площадь ворот:
на каждой половине поля размечается площадь ворот — зона, из пределов которой выполняется удар от ворот; размеры площади ворот — 18,32 м (20 ярдов) на 5,5 м (6 ярдов).
Угловые сектора:
в каждом из четырёх углов поля проводится дуга радиусом 1 м (или 1 ярд) с центром в углу поля, ограничивающая сектор для исполнения угловых ударов.
Также у каждого угла поля обязательно ставятся флаги на флагштоках, не имеющих сверху заострений.

### Форма
Согласно Правилам, обязательными элементами экипировки являются: рубашка (или футболка) имеющая рукава, трусы, гетры, щитки и бутсы.

## Команда
Футбольная команда состоит из 11 человек (см. Число игроков (футбол)) и состоит из:
- Вратарь (футбол)
- Защитник (футбол)
- Полузащитник (футбол)
- Нападающий (футбол)
- Капитан (футбол)
- Стартовый состав (футбол)
- Запасной игрок
- Футбольный тренер (см. тренер)

## Футбольный матч и его правила
Есть 17 официальных правил игры, каждое из которых содержит список оговорок и руководящих принципов. Эти правила предназначены для применения на всех уровнях футбола, хотя есть некоторые изменения для таких групп, как юниоры, взрослые, женщины и люди с ограниченными физическими возможностями. Законы очень часто формулировались в общих чертах, которые позволяют упростить их применения в зависимости от характера игры. Правила игры публикуются в ФИФА, но поддерживаются Международным советом футбольных ассоциаций (IFAB).
Каждая команда состоит максимум из одиннадцати игроков (без учёта запасных), один из которых должен быть вратарём. Правила неофициальных соревнований могут уменьшить количество игроков, максимум до 7. Вратари являются единственными игроками, которым позволено играть руками при условии: они делают это в пределах штрафной площади у своих собственных ворот. Хотя есть различные позиции на поле, эти позиции не обязательны.
Отдельная футбольная игра называется матч, который в свою очередь состоит из двух таймов по 45 минут. Пауза между первым и вторым таймами составляет 15 минут, в течение которой команды отдыхают, а по её окончании меняются воротами.
Цель игры — забить мяч в ворота противника, сделать это как можно большее количество раз и постараться не допустить гола в свои ворота. Матч выигрывает команда, забившая большее количество голов.
В случае, если в течение двух таймов команды забили одинаковое количество голов (ничья), то или фиксируется ничья, или победитель выявляется согласно установленному регламенту матча. В этом случае может быть назначено дополнительное время — ещё два тайма по 15 минут каждый. Как правило, между основным и дополнительным временем матча командам предоставляется перерыв. Между дополнительными таймами командам даётся лишь время на смену сторон. Одно время в футболе существовало правило, по которому победителем объявлялась команда, первой забившая гол (правило «золотого гола») или выигрывавшая по окончании любого из дополнительных таймов (правило «серебряного гола»). В настоящий момент дополнительное время либо не играется вовсе, либо играется в полном объёме (2 тайма по 15 минут). Если в течение дополнительного времени победителя выявить не удаётся, проводится серия послематчевых пенальти, не являющихся частью матча: по воротам противника с расстояния 11 метров пробивается по пять ударов разными игроками. Если количество забитых пенальти у обеих команд будет равным, тогда пробиваются по одной паре пенальти, пока не будет выявлен победитель.

### Стандартные положения

Мячи под буквами A, B и C находятся в игре, а мяч D — не в игре.

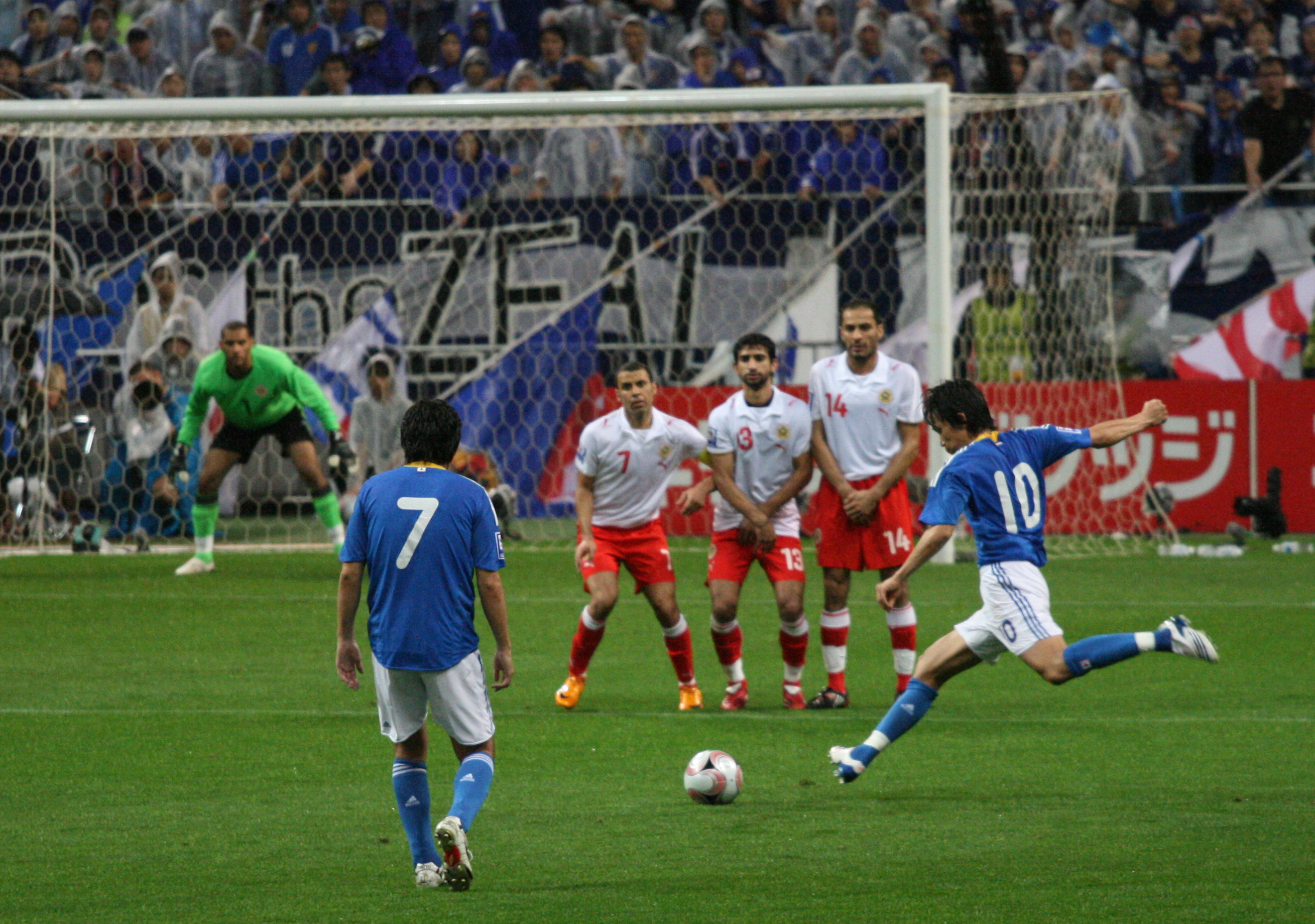
Игрок выполняет штрафной удар, а «стенка» из игроков команды соперника старается блокировать удар.

В футболе бывают стандартные положения. Стандартными положениями в футболе являются штрафные, свободные, угловые и прочие удары, которые наносятся по сигналу судьи.
Стандартными положениями являются:
- Начальный удар. Наносится в начале каждого тайма, а также — после каждого забитого мяча. Назначается с центральной точки поля (в центральном круге).
- Вбрасывание мяча (аут). Бросается руками из-за боковой линии. Назначается после того, как мяч эту самую боковую линию пересёк. При этом аут бросает соперник игрока, которого мяч коснулся последним перед уходом за боковую линию[42].
- Удар от ворот. Наносится вратарём, после того, как мяч полностью пересёк линию ворот (вне территории ворот) от игрока нападавшей команды[43].
- Угловой удар. Наносится игроком нападающей команды из углового сектора. Назначается в случае, если мяч полностью пересекает линию ворот (вне территории ворот) от игрока защищавшейся команды[44].
- Свободный удар. Назначается в случае опасной игры против соперника (несостоявшееся нарушение) в ворота команды, которая совершила опасную игру. Пробивается с точки, где произошёл момент опасной игры. Гол, забитый прямым ударом со свободного, не засчитывается[45].
- Штрафной удар. Назначается в случае нарушения правил в ворота команды, нарушившей правила. Может быть назначен только за пределами штрафной площадки команды-нарушителя (в случае, если фол произошёл в пределах штрафной, назначается пенальти). Штрафной также, как и свободный удар пробивается с точки нарушения. Гол, забитый прямым ударом со штрафного, засчитывается[45].
- Пенальти. Наносится со специальной отметки, расположенной в 11 метрах от ворот. Назначается в случае, если игрок нарушает правила в своей штрафной[46].
- Спорный мяч. Совершается судьёй, скидивающим мяч между двумя игроками-соперниками. Назначается в случае, если игра была остановлена в ситуации, не связанной с правилами. Напоминает хоккейное вбрасывание.

### Нарушения правил
Фолы (нарушения)

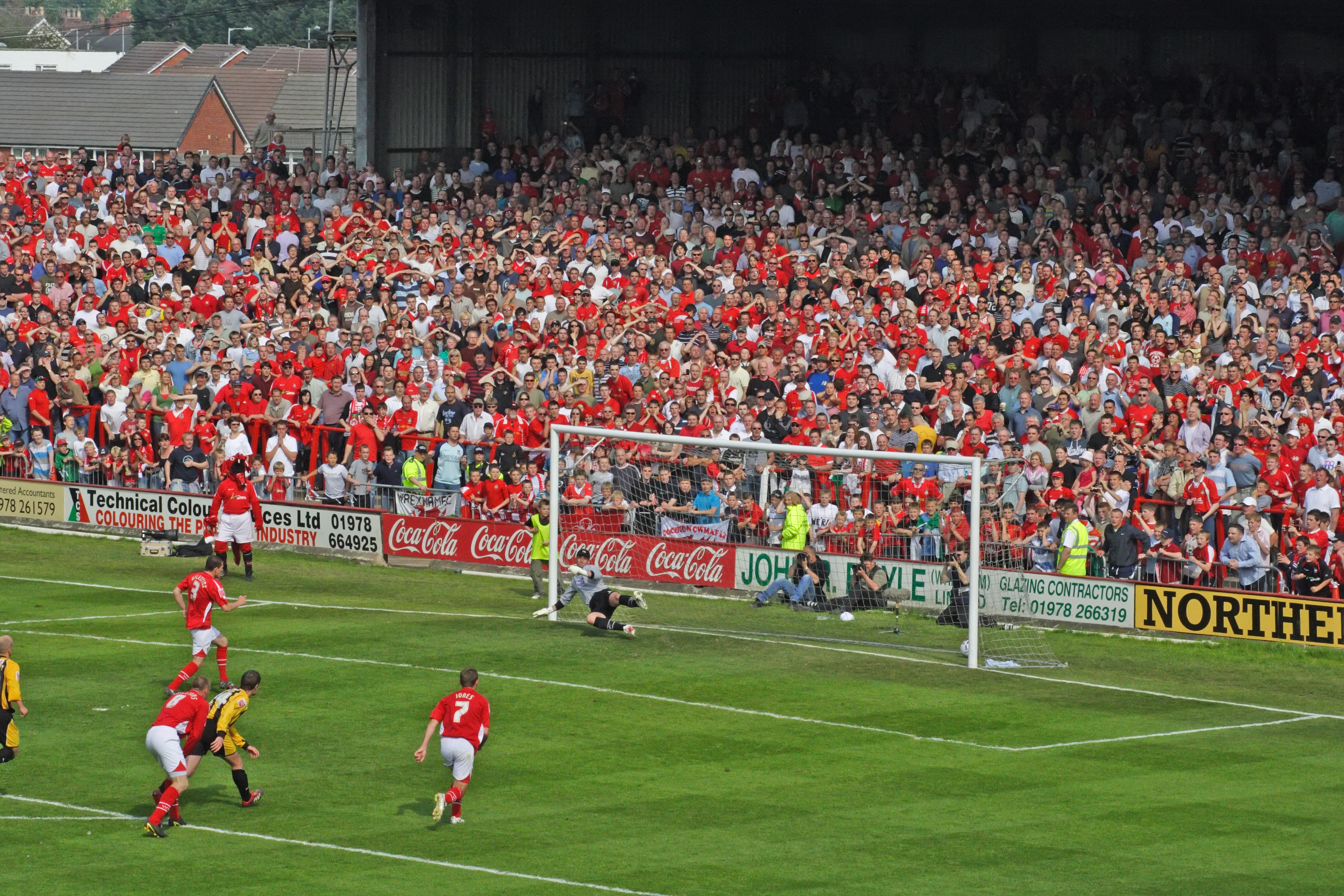
Игрок забивает пенальти

Самыми частыми нарушениями являются:
- Удар соперника ногой или его попытка;
- Подножка или попытка сделать её сопернику;
- Прыжок на соперника;
- Атака соперника;
- Толчок соперника руками;
- Удар или попытка такового против соперника.

Недисциплинированное поведение
Недисциплинированное поведение в футболе может быть представлено таковыми явлениями:
- Драки;
- Плевки;
- Нецензурные выражения и жесты.

Правила игры состоят из 17 пунктов. В них регулярно вносятся изменения. В 2020 году IFAB принял изменения в ряде правил (Правила 1, 2, 4, 10, 11, 12, 14), внес изменения в протокол VAR, словарь футбольных терминов и практические рекомендации.

## Судьи
Судьи следят за порядком на футбольном поле. Их работа заключается в определении нарушения правил.
Перед матчем судьи должны проверить сетку ворот и разметку футбольного поля и провести анализ погодных условий. После игры судьи пишут протокол, в котором объясняют все свои решения. Во время игры судья должен определять, например, сколько времени будет добавлено к основному или пересёк мяч линию ворот или нет. Если игрок на усмотрение рефери нарушил правило, он должен назначить штрафной. Судья может вынести игроку предупреждение или остановить матч по каким-либо причинам. В среднем за матч судья пробегает 10 километров.

### Помощники судьи
Помимо главного судьи в футболе есть ещё и помощники судьи (боковые арбитры). Они помогают определить положение «вне игры», а также выход мяча за боковую и лицевую линии поля. Также они могут сказать главному судье в ситуации, когда он не увидел нарушение правил или гол. В 2012 году УЕФА увеличил число помощников судьи, добавив арбитров за каждыми воротами.

### Использование технических средств
В связи с высокой сложностью и ответственность принятия решений судьями и, как следствие — частыми ошибками — неоднократно поднимался вопрос о разрешении применения ими технических средств — как, например, уже давно делается в хоккее с шайбой и баскетболе. Для облегчения бремени в самых ответственных случаях — при игре в штрафной площади и взятиях ворот — УЕФА в 2012 году были введены дополнительные судьи за воротами, а с 2013 года — применяется Система автоматического определения голов.
Система видеопомощи арбитрам (англ. Video assistant referee), сокращённо VAR или видеопомощник арбитра — технология в футболе, позволяющая главному судье принимать решения с помощью видеоповторов была официально включена в Правила игры в футбол в 2018 году после серии испытаний на международных турнирах.

## Тактика
Для игры в футбол нужна скорость, сила и мастерство. В первом матче Англии против Шотландии, обе команды играли в сверхатакующий футбол. Шотландия играла по системе 2-2-6, а Англия — 1-1-8, но ни одной команде не удалось забить. После этого подобные этим схемы существовали, но после внесения поправок в правило о «вне игры» количество нападающих сократилось до трёх или двух. На победном для себя чемпионате мира 1958 сборная Бразилии играла по схеме 4-2-4 с двумя крайними нападающими, которые снабжали мячом двух выдвинутых вперёд центрфорвардов. На мундиале 1966 года сборная Англии играла по схеме 4-4-2, в которой нет крайних нападающих, но есть крайние полузащитники, которые подключаются к атакам или отходят в защиту.
Во многих клубах мира действуют схемы с позицией «либеро» или «чистильщика». Он располагается за центральными защитниками и исправляет их оплошности. Эта схема впервые был опробована Элинио Эррерой во время его работы в «Интернационале».
Во время работы Ринуса Михелса в «Аяксе», появилось понятие «тотальный футбол». Это означает, что игроки могут меняться позициями на поле в зависимости от обстоятельств. За счёт этого «Аякс» и сборная Нидерландов, которую впоследствии тренировал Ринус, добивались больших успехов.

## Клубы
Футбольный клуб — базовая ячейка всей футбольной структуры. Он является связующим звеном между футболистами, персоналом и организациями. По сути это команда футболистов, входящая в одну из организаций, имеющая определённую инфраструктуру и обслуживающий персонал.

## Соревнования

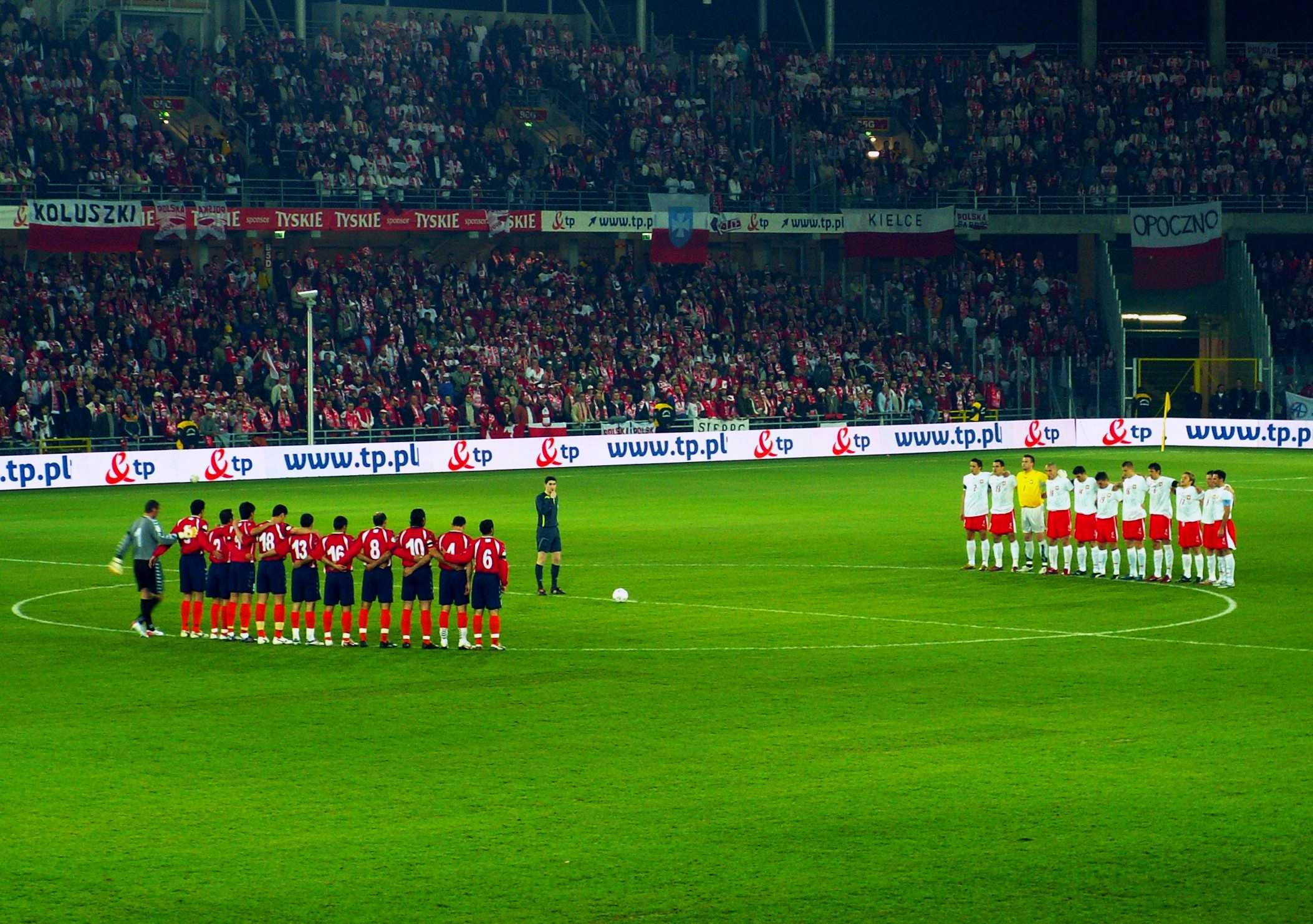
Минута молчания перед матчем

Соревнования по футболу, как и в любом другом виде спорта — важная составляющая игры. Соревнование организуется федерацией, для каждого турнира составляется регламент, в котором обычно определяют состав участников, схему турнира, правила определения победителя при равенстве очков и какие-то отклонения от правил, например количество замен. Соревнования делятся на внутренние и международные, которые в свою очередь разделяются на клубные и национальных сборных. Футбольные турниры собирают десятки тысяч зрителей на трибунах стадиона и многомиллионные аудитории по телевидению.
Наиболее известными соревнованиями являются:
Проводимые ФИФА:
- Национальных сборных
  - Чемпионат мира
  - Кубок конфедераций
  - Олимпийские игры
- Клубные
  - Клубный чемпионат мира ФИФА

Проводимые УЕФА:
- Национальных сборных
  - Чемпионат Европы
- Клубные
  - Лига чемпионов УЕФА
  - Лига Европы УЕФА
  - Суперкубок УЕФА

Проводимые КОНМЕБОЛ:
- Национальных сборных
  - Кубок Америки
- Клубные
  - Кубок Либертадорес
  - Южноамериканский кубок
  - Рекопа Южной Америки

Проводимые КОНКАКАФ:
- Национальных сборных
  - Золотой кубок КОНКАКАФ
- Клубные
  - Лига чемпионов КОНКАКАФ

## Футбол в мире

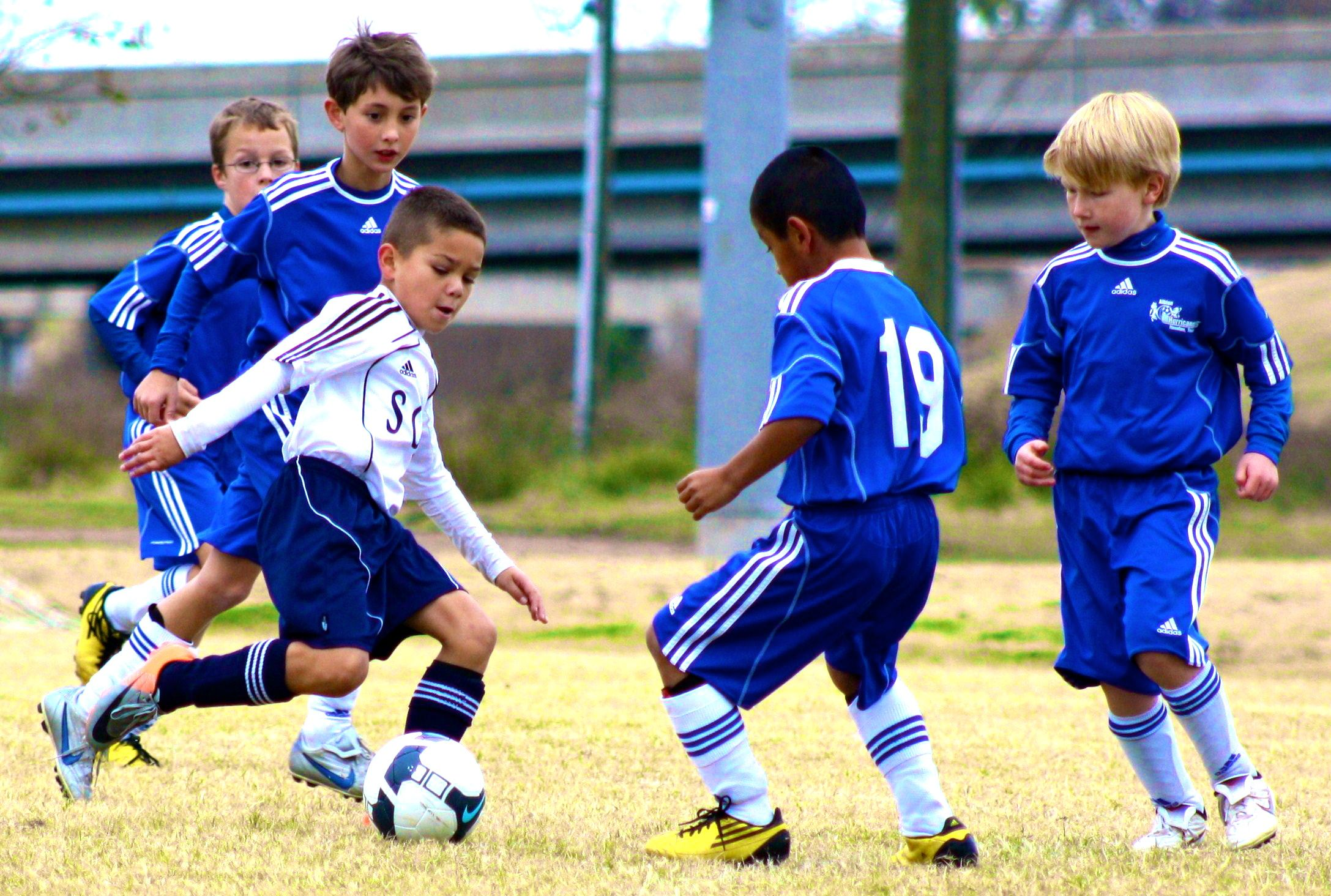
Играющие в футбол дети

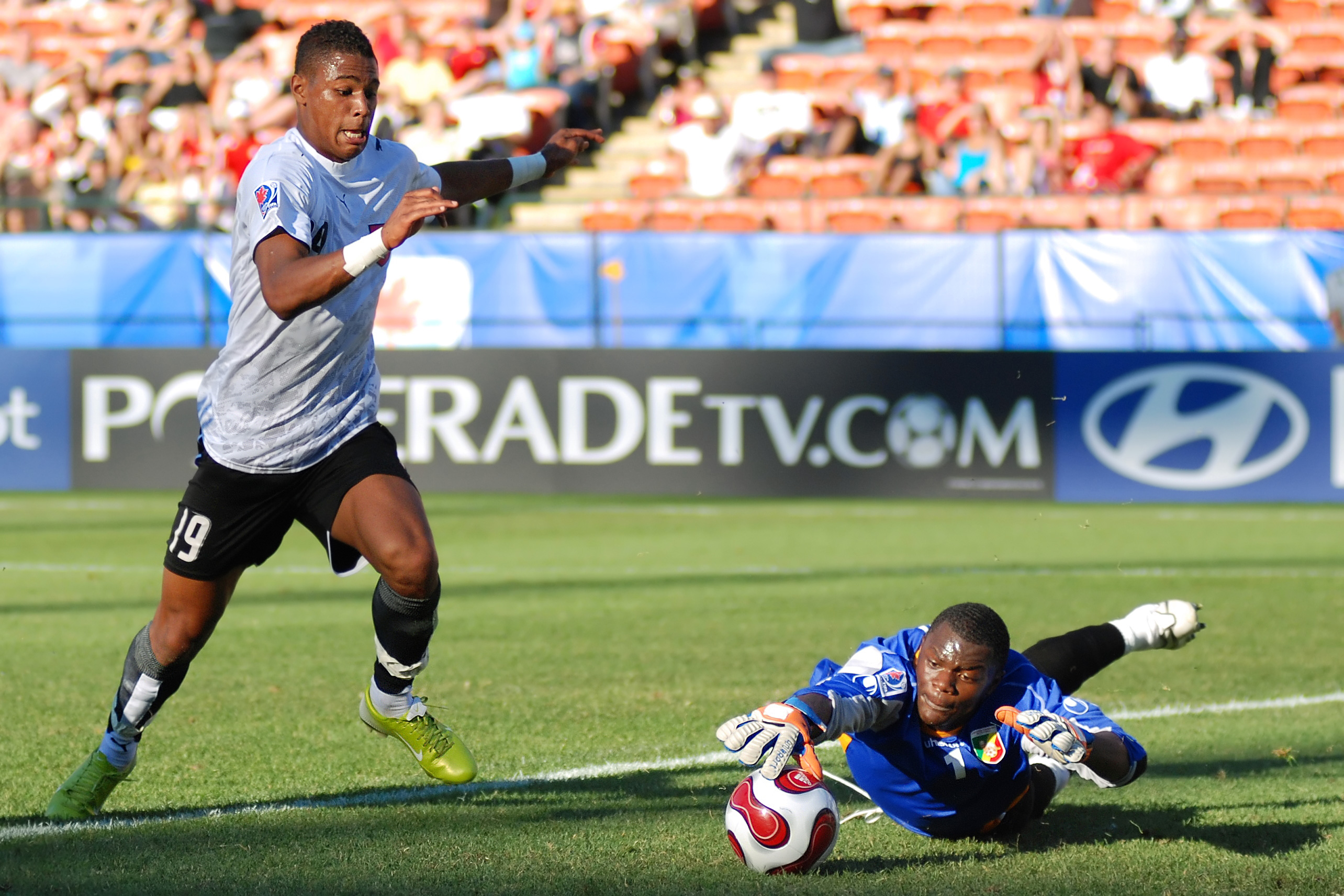
Вратарь ловит мяч после удара в пределах штрафной

Согласно заявлению ФИФА, в 2001 году в футбол на планете играло около 250 миллионов человек. Из них более 20 миллионов — женщины. Зарегистрировано около 1,5 миллиона команд и 300 000 профессиональных клубов.
По заявлению президента ФИФА Й. Блаттера, общее количество игроков в мире в мае 2004 г. составило 250 млн человек, что соответствует 4,1 % населения Земли.
В распределении по странам на первом месте по числу играющих в футбол США (примерно 18 миллионов, из которых 40 % женщины), затем идут Индонезия (10 миллионов), Мексика (7,4 миллиона), Китай (7,2 миллиона), Бразилия (7 миллионов), Германия (6,2 миллиона), Бангладеш (5,2 миллиона), Италия (4 миллиона), Россия (3,8 миллиона). Однако количество футболистов в той или иной стране вовсе не говорит о качестве футбола в разных частях мира. Так, чемпионаты мира по футболу выигрывали исключительно европейские и южноамериканские сборные, а в Уругвае, который является двукратным победителем Кубка мира ФИФА, живёт меньше человек, чем в России зарегистрировано футболистов.
В июле 2017 года Международная федерация футбола (ФИФА) заявила о планах к 2026 году увлечь футболом 60 % населения Земли. В развитие футбола ФИФА намерена вложить 4 миллиарда долларов.

### Международные соревнования
Самым престижным соревнованием является чемпионат мира, проводящийся раз в 4 года, каждый раз в другой стране (обычно — на другом континенте). Первый розыгрыш прошёл в 1930 году в Уругвае. В квалификации на чемпионат мира участвуют около 200 национальных сборных.

## Футбольные структуры

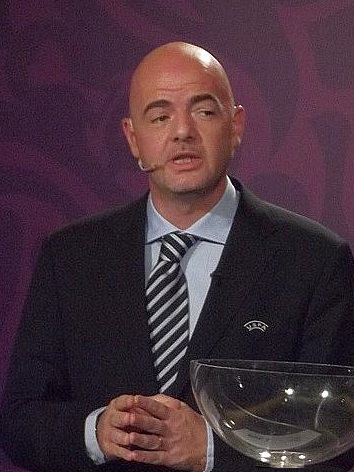
9-й президент ФИФА Джанни Инфантино

### Организации
Существует ряд организаций, осуществляющих контроль, управление и распространение футбола. Основной является ФИФА, расположенная в Цюрихе, Швейцария. Она занимается организацией международных соревнований мирового масштаба, в частности чемпионата мира. На континентальном уровне популяцию футбола обеспечивают 6 организаций: КОНКАКАФ, КОНМЕБОЛ,УЕФА, КАФ, АФК, ОФК. ФИФА пытается распространить футбол за пределы Европы и Южной Америки. В 2002 году Чемпионат мира прошёл в Японии и Южной Корее, а в 2010 — в ЮАР. Больше всего футбол развит в Европе. 20 самых богатых клубов расположены именно там. Из 700 игроков участвовавших в чемпионате мира 2006 года 102 играло в Англии, 74 — в Германии, 60 — в Италии, 58 — во Франции. В основном в Европу игроки едут из-за высоких зарплат и участия в сильнейших лигах мира.

## Молодёжный футбол
Некоторые игроки дают о себе знать в детском возрасте, когда играют в любительских командах или на региональных соревнованиях. Известные клубы посылают в маленькие города скаутов, которые присутствуют на тренировках и высматривают перспективных игроков. При клубах также существуют футбольные школы. Одной из самых известных школ является школа «Аякса».
Для многих спортсменов эта надежда остаётся мечтой — многие уступают по таланту другим футболистам, а других не берут по причине нехватки физической подготовки. Например, Мишелю Платини отказали в приёме во французский клуб «Мец» из-за плохой работы сердца, а Шона Райт-Филлипса из-за низкого роста не пустили играть в «Ноттингем».

### Юношеские соревнования
Пока игроки не являются игроками основной команды, у них есть возможность участвовать в соревнованиях для школьников и юношей. Самое престижное соревнование — Кубок мира. Оно проводится под эгидой ФИФА.
Например, в 1991 году в соревновании победила команда Португалии, ведомая такими игроками, как Луиш Фигу и Руй Кошта, а через десять лет Хавьер Савиола помог Аргентине выиграть чемпионат и стал лучшим бомбардиром турнира, обогнав не менее известных игроков Джибриля Сиссе и Адриано.

## Профессиональный футбол

### Аренды
Многие футболисты из-за жёсткой конкуренции не могут попасть в основной состав. Для получения игровой практики их могут сдать в аренду в другой клуб, как правило более низкий по статусу. Сроки аренды могут быть от нескольких месяцев до 2 лет. Манчестер Юнайтед отдал Дэвида Бэкхема в аренду Престону на 6 недель, а Тоттенхэм взял в аренду Мидо на 18 месяцев. Испанский нападающий Фернандо Морьентес забил 24 гола за сборную, но был отдан мадридским Реалом в аренду в Монако и помог клубу дойти до финала Лиги чемпионов.

### Тренировки и травмы
В течение недели футболист посещает тренировки команды и участвует в матчах. Тренировки заключаются в силовых и физических нагрузках, а также в работе с мячом. Также футболисты соблюдают диету.
Травмы в футболе случаются часто. В сезонах 1997/1998 и 1998/1999 федерацией футбола Англии было зафиксировано более 6000 травм. Травмированными игроками занимаются физиотерапевты и хирурги. На восстановление после травм уходят месяцы.

### Ответственность
К ведущим футболистам относятся так же, как и к знаменитостям музыки и кино. Некоторые используют свои деньги в благотворительных целях, спонсируя строительства школ и больниц, а также открывают собственные академии для юных футболистов. Игроки часто дают интервью и снимаются в рекламных роликах. Молодым игрокам очень сложно ограничить себя от постоянного общения с прессой, так как некоторые СМИ осаждают дома или следуют по пятам за членами их семей. Если футболист допустил оплошность, будь то превышение скорости или участие в кутеже, к нему недоброжелательно относятся в крупных медиакомпаниях.

## Разновидности футбола

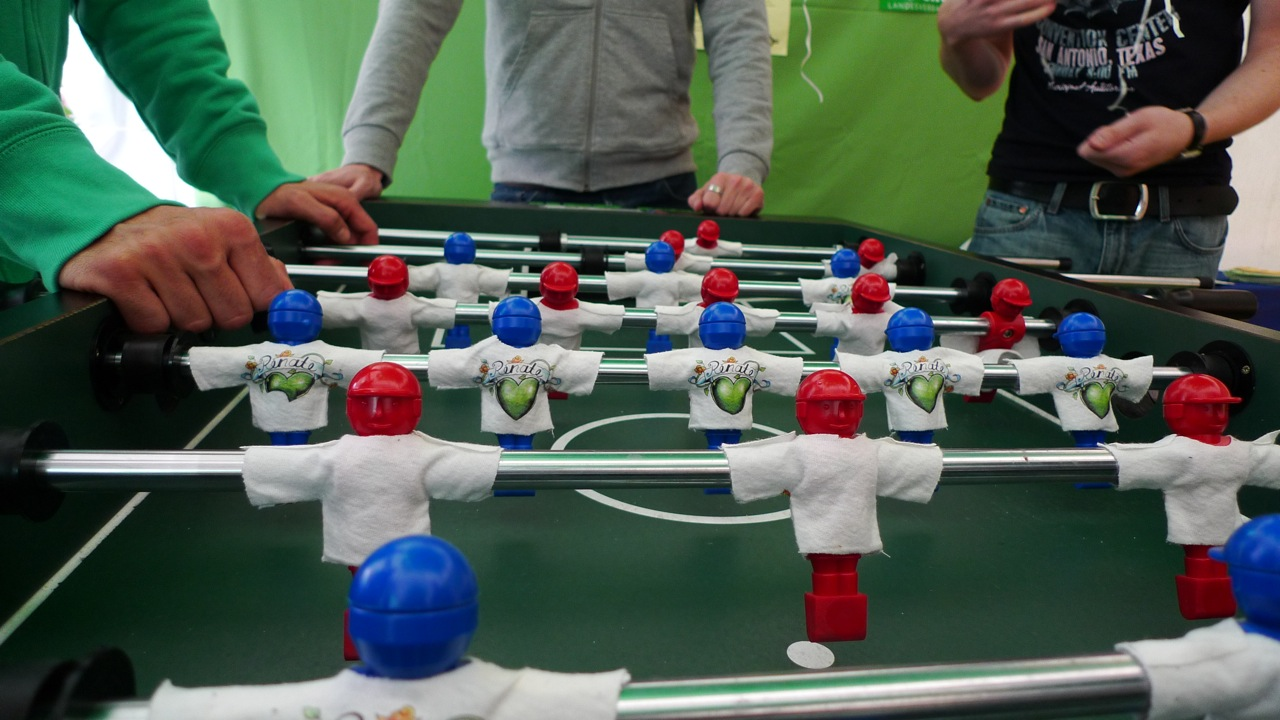
Настольный футбол

Существует множество разновидностей футбола, в основном с меньшим количеством игроков, в том числе: футзал (AMF) и футзал (FIFA) — мини-футбол (играются в зале на специальном покрытии), шоубол (играется в адаптированной хоккейной коробке с искусственным покрытием), дворовый футбол (играется на любом покрытии на полях любого размера любым количеством людей), пляжный футбол (играется на песке), «речной футбол» (по колено в воде, ежегодный турнир в английском г. Бёртон), «болотный футбол» (играется на болоте), футбольный фристайл (заключается в исполнении всевозможных финтов и трюков), рашбол (играется на поле, разделённом на зоны вратаря, штрафного удара, атаки, защиты и нейтральной), футдаблбол (играется двумя мячами).
Также существуют виртуальный и настольный футбол как спортивные игры и футбол на бумаге как логическая игра.
Поскольку популярность футбола очень высока, существует много игр, имитирующих футбол.
В Манчестере действует Национальный музей футбола, в котором показывают пятнадцатиминутные фильмы о выдающихся матчах прошлого, в залах музея есть восковые фигуры знаменитых игроков, различные экспонаты из истории футбола.

## Околофутбольная культура
- Футбольные болельщики